# Gare des Sables-d’Olonne
Gare des Sables-d’Olonne – stacja kolejowa w Les Sables-d’Olonne, w departamencie Wandea, w regionie Kraj Loary, we Francji.
Została otwarta 29 grudnia 1866 przez Compagnie des chemins de fer de la Vendée na linii kolejowej Les Sables-d’Olonne – Tours. Jest stacją Société nationale des chemins de fer français (SNCF), obsługiwaną przez pociągi TGV Atlantique z dworca Paris-Montparnasse i TER Pays de la Loire kursujących pomiędzy Nantes i Les Sables-d 'Olonne, przez La Roche-sur-Yon.